# Stugby

Vägmärke för stugby

Stugby är en anläggning med många fritidsstugor, där stugorna vanligen hyrs ut kortare tid för tillfälligt boende. Stugbyar kan bestå av väldigt enkla stugor, där inte ens rinnande vatten och elektricitet finns, till fullt moderna komplett utrustade hus med individuellt ägande.

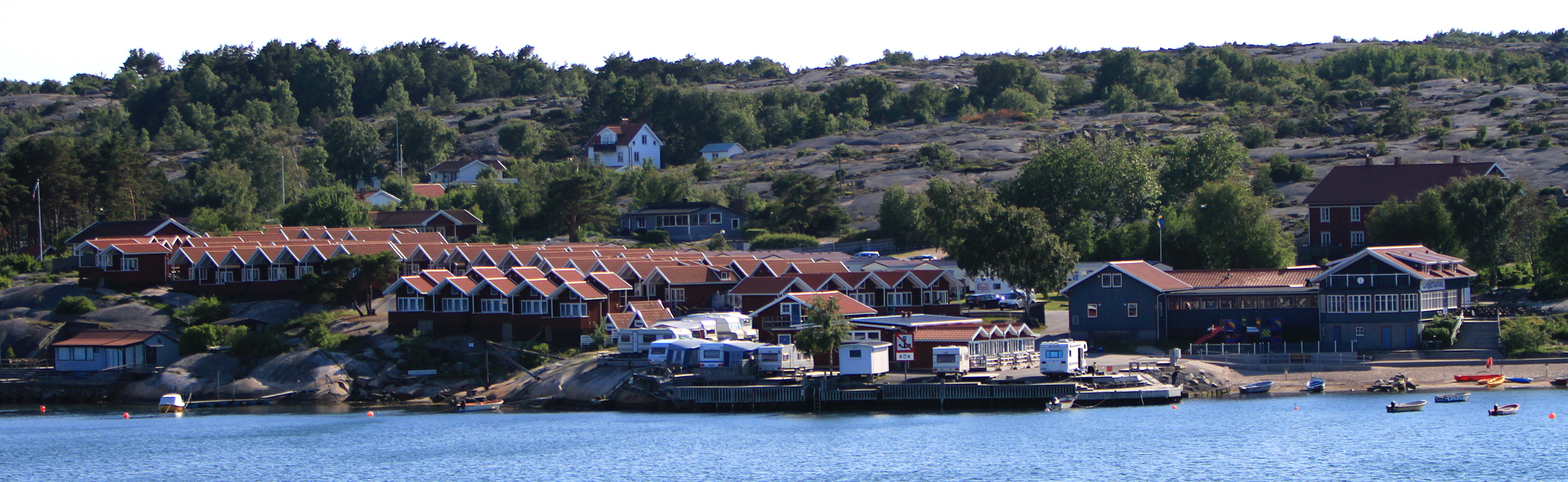
En stugby.